# Пушавинская пустынь
Пушавинская пустынь (Воскресенско-Пушавинский монастырь) — православный монастырь в Ивановской области близ города Пучеж.
В начале XVII века за Пушавкой был основан Воскресенско-Пушавинский монастырь, ставший важным религиозным центром и способствовавший развитию будущего города. По писцовой книге 1676 года говорится, что «под Пучецкою слободкою, на выгонной земле, на реке Волга и на берегу реки Пушавка монастырь Пушавинская пустынь.
Церковь деревянная Воскресения Христова, а в приделе Тихона Амафунского чудотворца, а другая церковь деревянная Пречистые Богородицы Казанские. Обе церкви рублены с трапезами на четыре угла, главы круглые, а на другой крест на ряжах (небольшой сруб) поставлен. Колокольня рубленая».
Время основания монастыря неизвестно, но известно, что в 1645 году монастырь уже существовал. До 1932 года в церкви бывшего монастыря имелось Евангелие, напечатанное при царе Михаиле Фёдоровиче и патриархе Иоасафе. Вместо деревянной церкви Воскресения Христова в 1717 году тщанием Иова (Новгородский Митрополит Иов был родом с пучежской земли), Митрополита Новгородского, построен каменный холодный Воскресный храм с приделами преподобного Тихона Амафунского и преподобного Зосимы и Савватия, соловецких чудотворцев. Церковь сначала была при одной главе, крыта тёсом.
По завещанию Иова, умершего в патриаршем чине, в Пушавинский монастырь было прислано много церковной утвари, в том числе плащаница, шитая золотом и шелками ещё в 1441 году (Приложение №2).
В 1929 году она была изъята и сейчас экспонируется в Оружейной палате Московского Кремля. В 1734 году вместо деревянной церкви Казанской Божьей Матери построена каменная тёплая церковь Рождества Богородицы с приделом архангела Михаила.
Рядом с церковью Воскресения позднее появится льнопрядильная фабрика Иосифа Иосифовича Сенькова. Главное лицо в этой церкви - отец Николай Свирский, а дьяконом был дед известного в Пучеже учителя Михаила Смирницкого Павел Костеневский. Именно им было составлено первое «Краткое описание посада Пучежа…».
Церковь Воскресения на Пушавке (Приложение №3) – незаурядное произведение церковной архитектуры, исполненное в формах нарышкинского барокко (от португ. Perola barroka – жемчужина причудливой формы), главенствующий стиль в европейском искусстве конца XVI – сер. XVIII вв. стиль барокко широко использовался в храмовом зодчестве), отмечалось объёмной композицией: храм типа восьмерик на четверике (композиционный приём возведения восьмигранного объёма на четырёхгранном) был увенчан пятиглавием (т.е. завершался основной объём церковного здания пятью главами). Столь оригинален был и фасадный декор, включавший наряду с элементами, характерными для этого стиля, своеобразные детали, наиболее яркими из которых были широкие полосы поребрика (орнаментальный фриз (во втором значении), образованный рядом кирпичей, положенных плашмя или на ребро под углом к поверхности стены) на гранях восьмирика, разделённые узкими гладкими лентами кладки.
Расписан он был лишь в 1789 году ярославскими мастерами братьями Дмитрием и Петром Иконниковыми, Стефаном Завязошниковым, Андреем Иконниковым, Семёном Завяскиным, Василием Сарафанниковым, Алексеем Жениховым и Платоном Иконниковым. Эта стенопись – прекрасный образец поволжской монументальной живописи позднего XVIII века. В то время как в столичном искусстве процветал стиль классицизма, провинция тяготела к пышности и пафосу искусства барокко, приспосабливая его к традиционным приемам письма храмовых росписей. Среди сюжетов наряду с традиционными активно использовали новые, пришедшие из Европы в конце XVII или в XVIII веке и имевшие дидактико-морализующий характер. Среди них – «Корабль веры», занимавший в системе росписей пучежского храма  значительное место. Сюжет этот был популярен в народной гравюре-лубке. Также печатные листы нередко служили образцом для иконописцев и мастеров стенописи.
В росписях храма, выполненных в 1-й трети XVIII века, оригинально сочетались традиции древнерусской живописи и барокко. Особенно интересна была огромная многофигурная композиция «Страшный суд», занимавшая всю западную стену.
В 1-й половине XIX века был установлен великолепный иконостас (преграда, отделяющая алтарь от основного пространства храма и включающая иконы в два яруса и более) в стиле классицизма (Приложение № 4).
Монастырь, именовавшийся Пушавинской пустынью, был небольшим, самостоятельным не был, а, скорее всего, являлся филиалом более крупного. В 16 кельях Пушавинского монастыря насчитывалось только 12 старцев. Был он огорожен забором длиной 90 на 68 метров. В заборе были одни ворота «святые» с 11 иконами, а остальные «езжие». Со временем деревянный забор был заменён каменным, по углам были поставлены кельи с шатровыми крышами.
В 1765 году монастырь был упразднён, и церкви стали центром Заречного прихода. Каменная колокольня была построена в 1802 году. Именно в келье церкви Воскресения Иисуса Христа с 1789 по 1839 год проживала таинственная инокиня Аркадия, которая называла себя Варварой Мироновной Назарьевой, там же с правой стороны от церкви она и была захоронена.